# 맘 (시트콤)
《맘》(영어: Mom)은 2013년부터 2021년까지 CBS에서 총 8 시즌 방영된 미국의 시트콤 드라마 텔레비전 시리즈이다.
중독 문제로 고생하는 모녀 보니(앨리슨 재니 분)와 크리스티 플렁킷(애나 패리스 분)이 몇 년 간 소원하게 지내다가 같이 살게 되면서 삶을 재구축하기 위해 함께 노력하는 과정을 그린다. 알코올 의존증, 마약 중독, 도박 중독, 재발, 십대 임신, 노숙인 문제, 암, 죽음, 발기 부전, 가정 폭력, 약물 과다 복용, 강간, 비만, ADHD, 뇌졸중, 유산 등 다양한 현실 문제를 다룬다.
앨리슨 재니는 이 시리즈를 통해 제66회(2014)와 제67회(2015) 프라임타임 에미상 코미디 시리즈 부문 여우조연상을 수상하였다.

## 개요
알코올 의존증 및 마약 중독이며 전 스트리퍼인 35살 한부모 크리스티 플렁킷은 포도주로 유명한 캘리포니아주 내파에서 새 삶을 시작한다. 크리스티에겐 10대 시절에 낳은 10대 딸 바이얼릿, 그리고 무책임한 마약상 전남편 백스터와의 사이에서 가진 어린 아들 로스코가 있다. 여기에 역시 술과 마약에서 벗어나려고 하는 51살 엄마 보니가 새로운 동거인이 된다.
크리스티는 식당 러스틱 피그의 종업원으로 일하는 한편 보니와 함께 익명의 알코올 중독자들(AA) 모임에 출석한다. 크리스티와 보니 모녀는 AA 모임 친구들인 지혜로운 마저리, 엉뚱한 부자 질, 지나치게 감정적인 웬디, 한때 보니와 같은 위탁 가정에 있었으며 입은 걸지만 속내는 따뜻한 태미와 가까워지고, 삶에서 무슨 일이 생겨도 중독 대상을 멀리할 수 있도록 서로를 돕는다.
모녀는 시행착오를 거듭하며 실수를 극복하고 더 나은 미래를 설계하려고 애쓴다. 크리스티는 어릴 적 꿈이었던 변호사 직에 도전하고, 보니는 우연히 장애인 애덤을 만나 건강한 연애를 하며 다사다난했던 과거를 뒤로 하고 인간적으로 성숙해진다. 백스터는 부자 여자친구의 트로피 허즈번드가 되어 자동차 판매원으로 일하며 좀 더 성실해지고, AA 모임 친구들 역시 각자 삶의 목표를 조금씩 이뤄나간다.

## 출연진
| 배우                 | 배역              | 시즌      | 시즌      | 시즌      | 시즌      | 시즌      | 시즌      | 시즌      | 시즌      |
| 배우                 | 배역              | 1         | 2         | 3         | 4         | 5         | 6         | 7         | 8         |
| -------------------- | ----------------- | --------- | --------- | --------- | --------- | --------- | --------- | --------- | --------- |
| 앨리슨 재니          | 보니 플렁킷       | 메인      | 메인      | 메인      | 메인      | 메인      | 메인      | 메인      | 메인      |
| 애나 패리스          | 크리스티 플렁킷   | 메인      | 메인      | 메인      | 메인      | 메인      | 메인      | 메인      | 출연 없음 |
| 맷 존스              | 백스터            | 메인      | 메인      | 메인      | 리커링    | 게스트    | 게스트    | 출연 없음 | 출연 없음 |
| 세이디 캘바노        | 바이얼릿 플렁킷   | 메인      | 메인      | 메인      | 리커링    | 출연 없음 | 게스트    | 출연 없음 | 출연 없음 |
| 블레이크 개릿 로즌솔 | 로스코 플렁킷     | 메인      | 메인      | 메인      | 리커링    | 출연 없음 | 출연 없음 | 출연 없음 | 출연 없음 |
| 프렌치 스튜어트      | 루디              | 메인      | 메인      | 게스트    | 출연 없음 | 게스트    | 리커링    | 리커링    | 게스트    |
| 네이트 코드리        | 게이브리얼        | 메인      | 메인      | 출연 없음 | 출연 없음 | 출연 없음 | 출연 없음 | 출연 없음 | 출연 없음 |
| 스펜서 대니얼스      | 루크              | 메인      | 리커링    | 출연 없음 | 게스트    | 출연 없음 | 출연 없음 | 출연 없음 | 출연 없음 |
| 미미 케네디          | 마저리 암스트롱   | 리커링    | 메인      | 메인      | 메인      | 메인      | 메인      | 메인      | 메인      |
| 제이미 프레슬리      | 질 켄들           | 출연 없음 | 리커링    | 메인      | 메인      | 메인      | 메인      | 메인      | 메인      |
| 베스 홀              | 웬디 해리스       | 출연 없음 | 리커링    | 메인      | 메인      | 메인      | 메인      | 메인      | 메인      |
| 윌리엄 픽트너        | 애덤 재니카우스키 | 출연 없음 | 출연 없음 | 리커링    | 메인      | 메인      | 메인      | 메인      | 메인      |
| 크리스틴 존스턴      | 태미 디펀도프     | 출연 없음 | 출연 없음 | 출연 없음 | 출연 없음 | 게스트    | 리커링    | 메인      | 메인      |

## 시즌
| 시즌 | 회수 | 방송 날짜        | 방송 날짜       |
| 시즌 | 회수 | 시즌 시작        | 시즌 종료       |
| --- | ---- | ---------------- | --------------- |
| 1 | 22   | 2013년 9월 23일  | 2014년 4월 14일 |
| 크리스티는 매니저 게이브리얼과 주방장 루디가 있는 내파 러스틱 피그에서 종업원으로 일하면서 알코올 의존증과 마약 중독을 극복하기 위해 익명의 알코올 중독자들(AA) 모임에 출석한다. 역시 중독자이며 지난 몇 년 간 소원한 사이였던 엄마 보니가 일과 아파트를 잃고 크리스티의 집에 들어온다. 17살 딸 바이얼릿은 남자친구 루크의 아이를 임신해 입양을 보내고, 크리스티는 생부 앨빈을 만난다. 크리스티는 어릴 적 꿈인 변호사가 되기 위해 학업을 재개하기로 한다. |      |                  |                 |
| 2 | 22   | 2014년 10월 30일 | 2015년 4월 30일 |
| 크리스티가 도박으로 돈을 날려 집세가 밀리면서 가족들이 집에서 쫓겨나지만 보니가 건물 관리자로 취직하면서 아파트를 무상으로 제공받는다. 루크를 두고 바람을 피운 바이얼릿은 20살 연상 심리학 교수와 약혼하고, 크리스티는 바이얼릿에게 바이얼릿의 친부가 가정 폭력을 휘둘러 헤어졌다는 사실을 고백한다. 크리스티는 식당 매니저로 승진한다. 보니는 허리 통증으로 처방받은 진통제의 유혹에 넘어가고, 크리스티는 잘못을 인정하지 않는 보니에게 신물이 난다. 전 남편 백스터와 크리스티 사이에서 태어난 어린 아들 로스코가 백스터와 부자 여자친구의 새 집에서 살고 싶어하자 크리스티는 참담해한다. 앨빈과 옛 감정을 되살려가던 보니는 앨빈의 사망으로 슬픔에 잠긴다. |      |                  |                 |
| 3 | 22   | 2015년 11월 5일  | 2016년 5월 19일 |
| 어려서 보니를 버린 친모 셜리가 관계를 되살리고 싶다며 연락을 해온다. 크리스티는 급료 인상을 요구했다가 매니저 자리에서 잘려 다시 종업원 일을 하게 되고, 아예 식당에서 해고돼 질의 개인 비서로 취직한다. 보니는 잘못 걸려온 전화를 통해 과거 스턴트 배우였으나 사고로 휠체어 신세가 된 애덤을 알게 되고 진지한 교제에 들어간다. 크리스티는 법학대학원 입학 준비 과정 기말 고사에서 전부 A를 받고 성적 우수자 명단에 올라가지만 이를 질투한 보니는 크리스티의 성취를 폄하한다. 크리스티는 학비 문제로 고민하고, 바이얼릿의 약혼이 깨진다. |      |                  |                 |
| 4 | 22   | 2016년 10월 27일 | 2017년 5월 11일 |
| 크리스티는 일, 대학 수업, 자녀 양육으로 바쁜 나날을 보내고, 보니는 건물 관리자로서 세입자들의 평가를 받게 된다. 로스코가 대마와 음주를 한다는 사실에 크리스티는 충격을 받는다. 셜리가 사망한 뒤 보니는 이부 형제인 변호사 레이를 알게 되고, 국세청(IRS)이 보니를 추적해 미납된 세금 18,000 달러 납부를 요구하자 레이가 해결해준다. 레이는 코카인 중독자라는 사실이 밝혀진다. |      |                  |                 |
| 5 | 22   | 2017년 11월 2일  | 2018년 5월 10일 |
| 보니는 애덤에게 청혼을 받지만 자신이 그 누구와도 결혼할 자격이 없다는 생각에 사로잡힌다. 크리스티는 법학대학원 입학시험(LSAT)을 평균 점수로 통과한다. 크리스티는 법학대학원 프로젝트 파트너인 어린 쿠퍼와 엮이는 한편 애덤의 남동생 패트릭과도 만나며 양다리를 걸치다가 패트릭의 청혼을 거절하고 두 사람 모두와 헤어진다. 크리스티는 식당에서 해고된 뒤 재고용되기 위해 분투하고, 법학대학원 입학이 계속 거절을 당하자 우울해한다. 대학 졸업 축하 선물로 받은 다이아몬드 귀걸이마저 포커로 날려버린 크리스티는 본인이 도박 중독임을 자각한다. 익명의 도박꾼들 첫 모임에 참석하고 집에 돌아온 크리스티는 자신이 법학대학원에 합격했음을 알게 된다.            |      |                  |                 |
| 6 | 22   | 2018년 9월 27일  | 2019년 5월 9일  |
| 크리스티는 법학대학원 학업, 식당 일, AA 모임으로 분주한 나날을 보낸다. 크리스티는 모의 재판에서 이기고도 지역 법률 사무소 여름 인턴십 자리를 상대에게 빼앗긴다. 그러나 이는 해당 법률 사무소에서 유급직 제안을 받는 깜짝 소식으로 이어진다. 크리스티는 다시 흡연을 시작하고, 보니는 주의력결핍 과잉행동장애(ADHD) 진단을 받고, 애덤은 바를 연다. 법률 사무소에서 한 직장 동료가 크리스티를 무시하고 크리스티의 예리한 발상을 본인 생각인 양 행세한다. 보니는 애덤과 리노 예배당에서 결혼한다. |      |                  |                 |
| 7 | 20   | 2019년 9월 26일  | 2020년 4월 16일 |
| 한창 신혼인 보니는 본인의 행복을 스스로 망치려고 하는 자신을 발견한다. 크리스티는 법학대학원 모의 재판 팀이 자신의 합류를 거부하자 실망한다. 크리스티는 이제 자녀들과 연락을 거의 하지 않고 지내며 사교 생활이랄 것도 존재하지 않음을 인정한다. |      |                  |                 |
| 8 | 18   | 2020년 11월 5일  | 2021년 5월 13일 |
| 크리스티가 전액 장학금을 받고 조지타운 법학대학원에 다니게 되면서 동해안으로 떠난 뒤 보니는 태미와 건설 회사를 시작한다. 애덤은 폐암이지만 초기이고 치료 가능하다는 진단을 받는다. 보니는 더이상 다시 중독 상태에 빠질까봐 두려워하지 않고 다른 사람들을 먼저 생각하게 된 자신을 돌아본다. |      |                  |                 |